# Taccheggio

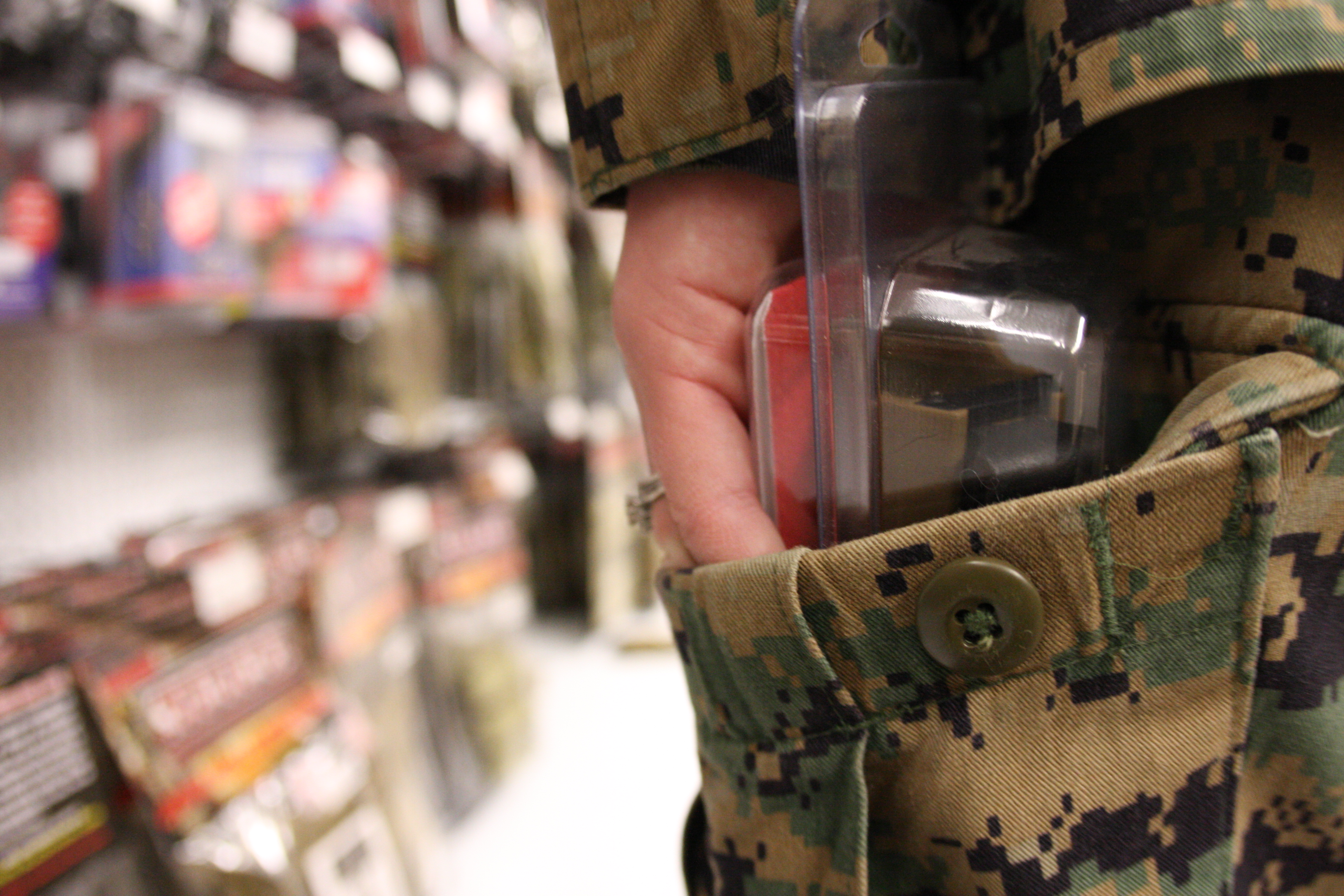
Rappresentazione di un taccheggio

Il taccheggio è il furto di merce che si trova esposta in vendita all'interno di esercizi commerciali. In quegli esercizi in cui il cliente possa liberamente scegliere e prelevare i prodotti offerti di suo interesse, il taccheggio si realizza tipicamente evitando di esibirli per il dovuto pagamento alla cassa, uscendo dai locali.

## Storia
Il taccheggio è probabilmente antico quanto l'atto di compravendita stesso.
Il primo taccheggio documentato iniziò a verificarsi nella Londra del XVI secolo e fu effettuato da gruppi di uomini chiamati sollevatori. Nel 1591, il drammaturgo Robert Greene pubblicò un opuscolo intitolato The Second Part of Cony Catching, in cui descriveva come tre uomini potessero cospirare per rubare vestiti e tessuti ai mercanti londinesi. Quando fu documentato per la prima volta, il taccheggio era caratterizzato come una pratica della malavita: i taccheggiatori erano anche truffatori, borseggiatori, magnaccia o prostitute.
Alla fine del XVII secolo, i negozianti londinesi iniziarono a esporre le merci in modi progettati per attirare gli acquirenti, come nelle vetrine e nelle teche di vetro. Ciò ha reso le merci più accessibili per gli acquirenti da maneggiare ed esaminare, il che, secondo gli storici, ha portato ad un'accelerazione dei taccheggi.
La parola shoplift, ossia taccheggio (allora shop-lift), apparve per la prima volta alla fine del XVII secolo in libri come The Ladies Dictionary, che, oltre a descrivere il taccheggio, forniva consigli su come perdere peso e acconciare i capelli. Le taccheggiatrici di questo periodo erano anche chiamate "Amazzoni" o "ragazze ruggenti". Famose taccheggiatrici a Londra includevano Mary Frith, la borseggiatrice e ricettatrice nota anche come Moll Cutpurse, la borseggiatrice Moll King, Sarah McCabe la cui carriera di taccheggiatore è durata vent'anni e Maria Carlston (conosciuta anche come Mary Blacke), la cui vita è stata documentata dal diarista Samuel Pepys, che alla fine fu giustiziato per furto e che per anni taccheggiò vestiti e biancheria per la casa a Londra con una o più complici donne.
Nel 1699, il Parlamento inglese approvò il The Shoplifting Act, parte del Bloody Code che puniva con la morte i reati minori. Le persone condannate per taccheggio di oggetti di valore superiore a cinque scellini sarebbero state impiccate al Tyburn Tree di Londra (noto come "Tyburn jig") davanti a una folla di migliaia di spettatori, o sarebbero state trasportate nelle colonie nordamericane o a Botany Bay in Australia. Alcuni commercianti trovarono il The Shoplifting Act eccessivamente severo, i giurati spesso sottovalutarono deliberatamente il costo degli oggetti rubati in modo che i taccheggiatori condannati potessero sfuggire alla morte, e gli avvocati riformisti sostenevano l'abrogazione della legge, ma il Shoplifting Act fu sostenuto da persone potenti come Lord Ellenborough, che caratterizzava il trasporto penale come "un'estate in un clima più mite" e l'arcivescovo di Canterbury, che credeva che una punizione severa fosse necessaria per prevenire un drammatico aumento della criminalità. Quando l'Inghilterra iniziò ad abbracciare le idee illuministiche su crimine e punizione nel XVIII secolo cominciò a crescere l'opposizione al Bloody Code. L'ultima esecuzione inglese per taccheggio avvenne nel 1822 e nel 1832 la Camera dei Lord riclassificò il taccheggio come un crimine non capitale.
All'inizio del XIX secolo, si credeva che il taccheggio fosse principalmente un'attività femminile, e i medici iniziarono a ridefinire alcuni tipi di taccheggio come quello che il medico svizzero André Matthey aveva poi battezzato "klopemania" (cleptomania), dalle parole greche "kleptein" (rubare) e "mania" (follia). La cleptomania era attribuita principalmente alle donne ricche e della classe media, e nel 1896 fu criticata dall'anarchica Emma Goldman come un modo per i ricchi di esentare la propria classe dalla punizione, pur continuando a punire i poveri per gli stessi atti.
Negli anni '60 il taccheggio cominciò nuovamente a essere ridefinito, questa volta come atto politico. Nel suo libro Do It: Scenarios of the Revolution del 1970, l'attivista americano Jerry Rubin scrisse "Tutto il denaro rappresenta un furto... il taccheggio ti fa sballare. Non comprare. Ruba", e in The Anarchist Cookbook, pubblicato nel 1971, l'autore americano William Powell ha offerto consigli su come taccheggiare. Nel suo libro Steal This Book del 1971, l'attivista americana Abbie Hoffman ha offerto consigli su come taccheggiare e ha sostenuto che il taccheggio è anti-aziendale. Nel suo libro The Steal: A Cultural History of Shoplifting, la storica sociale Rachel Shteir ha descritto come il taccheggio da parte di aziende che non ti piacciono sia considerato da alcuni gruppi di attivisti, come alcuni freegans, il collettivo anarchico decentralizzato CrimethInc, il collettivo anarchico spagnolo Yomango e la rivista canadese Adbusters, un atto di sabotaggio aziendale moralmente difendibile.

## Caratteristiche

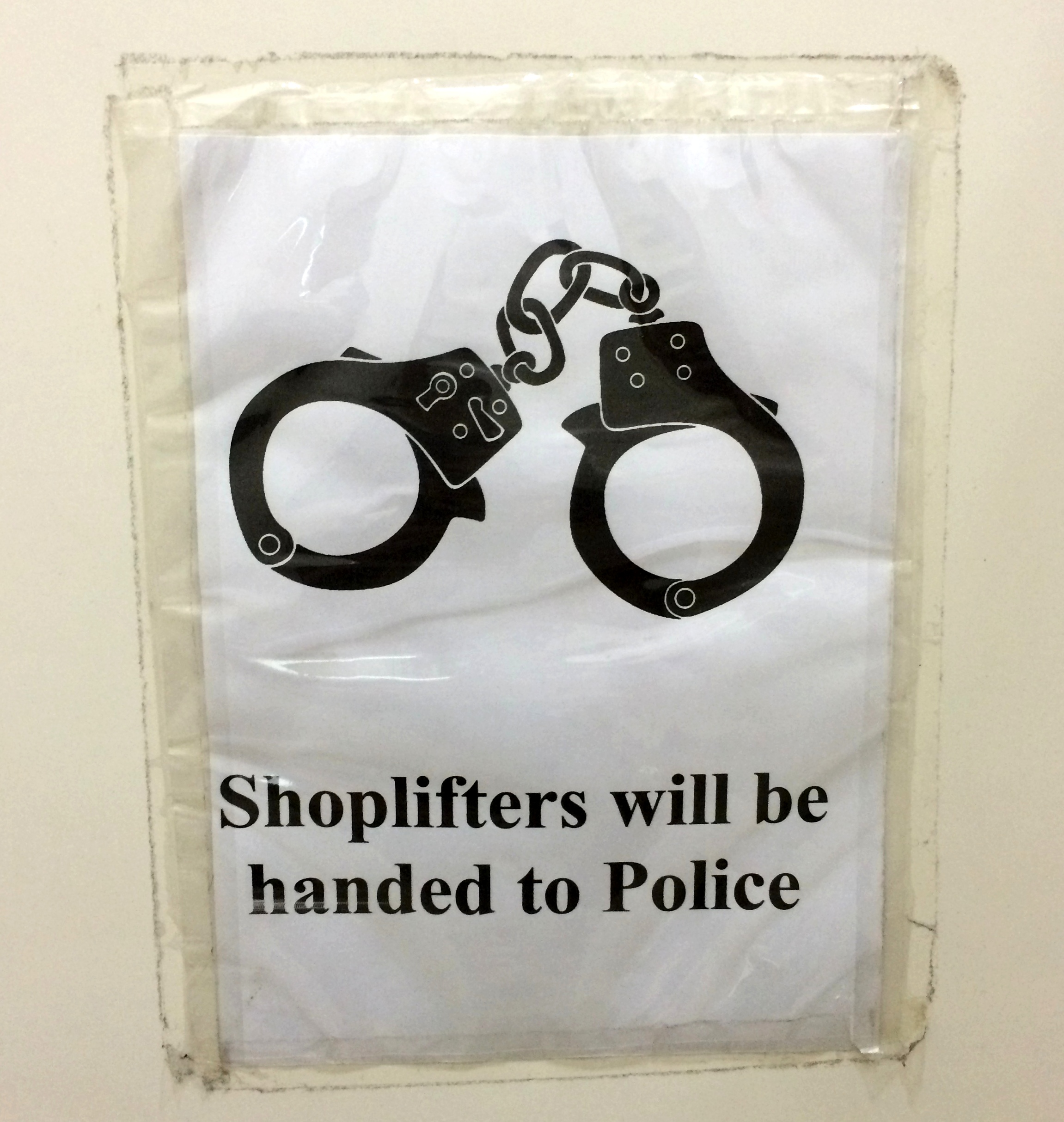
Avviso che avverte i taccheggiatori di procedimenti giudiziari a Subang Parade, Malesia.

Nei termini di furto, la condotta del taccheggiatore soggiace in molti ordinamenti, fra i quali quello italiano, alla disciplina prevista per il furto semplice, con applicazione dell'aggravante dell'esposizione alla pubblica fede.
Gli ammanchi di merce attribuibili ai furti per taccheggio possono venir registrati come differenza inventariale durante gli inventari periodici, assieme a quelle dovute a scarti, sfridi o errori umani. Entro certi limiti questo viene considerato fisiologico e non comporta contestazioni di evasione d'imposta.

## Definizione
Il taccheggio è l'atto di prelevare consapevolmente beni da un locale in cui sono esposti per la vendita, senza pagarli. Il taccheggio di solito comporta l'occultamento di oggetti addosso alla persona o a un complice e l'uscita dal negozio senza pagare. Tuttavia, il taccheggio può includere anche il cambio di prezzo (scambio delle etichette dei prezzi di beni diversi), la frode sui rimborsi (un reato che comporta la restituzione di beni non idonei al rimborso a un rivenditore in cambio di denaro o altri beni) e "pascolare" (traduzione letterale di grazing, inteso come mangiare o assaggiare i prodotti di un negozio mentre si è nel negozio). La variazione dei prezzi è ormai una forma di taccheggio quasi estinta per due motivi. In primo luogo, le etichette si divideranno in caso di tentativo di rimozione e, in secondo luogo, praticamente tutti i cassieri al dettaglio ora scansionano gli articoli alla cassa, anziché fare affidamento sugli adesivi con i prezzi.
In generale, il furto criminale comporta l'appropriazione illegale di beni. Nei negozi self-service, il proprietario consente ai clienti di prendere possesso fisico della merce trattenendola o spostandola. Ciò lascia aree di ambiguità che potrebbero criminalizzare alcune persone per semplici errori, come mettere accidentalmente un piccolo oggetto in tasca o dimenticare di pagare. Per questo motivo le sanzioni per il taccheggio sono spesso inferiori a quelle per il furto generico. Poche giurisdizioni hanno una legislazione specifica sul taccheggio con cui differenziarlo da altre forme di furto, quindi le sanzioni ridotte sono solitamente a discrezione del giudice. La maggior parte dei rivenditori sono consapevoli delle gravi conseguenze derivanti da un falso arresto, e tenterà di arrestare una persona solo se la sua colpevolezza è oltre ogni ragionevole dubbio.

## Tipi di individui

### Dilettanti
Alcuni taccheggiatori sono dilettanti che non rubano regolarmente dai negozi e che non utilizzano il taccheggio come forma di reddito (ad esempio, rivendendo beni rubati). I ricercatori chiamano questi dilettanti "snitches" (in italiano "spie", "informatori" o anche "coloro che rubacchiano"), poiché rubano oggetti per uso personale. In diversi paesi, flash mob criminali, composti principalmente da adolescenti e giovani adulti, entrano nei negozi con l'intenzione di rubare merce mentre i complici distraggono il personale.

### Criminali in carriera
Tuttavia, ci sono persone e gruppi che si guadagnano da vivere con i taccheggi e altri crimini. Tendono ad essere criminali in carriera (abituali) più abili che utilizzano tattiche di taccheggio più sofisticate. I ricercatori chiamano booster i ladri professionisti, poiché tendono a rivendere ciò che rubano sul mercato nero.

## Aspetti legali
Il taccheggio è considerato una forma di furto ed è perseguibile penalmente. In Inghilterra e Galles, il furto è definito come "appropriazione disonesta di proprietà appartenente a un altro con l'intenzione di privarlo permanentemente; e "ladro" e "furto" devono essere interpretati di conseguenza". È uno dei crimini più comuni. Il picco dei taccheggi è tra le 15:00 e le 16:00 e il minimo tra le 6:00 e le 7:00. Negli Stati Uniti, i taccheggi aumentano durante il periodo natalizio e i tassi di arresti aumentano durante le vacanze di primavera. Il criminologo della Rutgers University Ronald V. Clarke afferma che i taccheggiatori rubano "prodotti caldi" ("hot products") che sono "CRAVED", acronimo da lui creato che sta per “concealable, removable, available, valuable, enjoyable, e disposable” (“nascondibile, rimovibile, disponibile, costoso, gradevole, monouso").

## Elementi comuni
L'oggetto più comunemente rubato erano le sigarette finché i negozi non iniziarono a tenerle dietro il registratore di cassa. Gli oggetti comunemente rubati sono solitamente piccoli e facili da nascondere, come generi alimentari, in particolare bistecche e caffè solubile, lamette e cartucce di rasoio, piccoli articoli tecnologici come lettori MP3, vaporizzatori, smartphone, unità flash USB, auricolari, CD e DVD, carte regalo, cosmetici, gioielli, multivitaminici, test di gravidanza, spazzolini da denti elettrici e indumenti.
Negli Stati Uniti, i libri spesso rubati includono quelli degli autori Charles Bukowski, Jim Thompson, Philip K. Dick, Martin Amis, Paul Auster, Georges Bataille, William S. Burroughs, Hunter S. Thompson, Italo Calvino, Don DeLillo, Raymond Chandler, Michel Foucault, Dashiell Hammett, Jack Kerouac e altri scrittori della Beat Generation, Jeanette Winterson, Chuck Palahniuk, Haruki Murakami, Jeffrey Eugenides e Mark Z. Danielewski.

## Prospettive degli economisti
Gli economisti sostengono che il taccheggio è comune perché si tratta di un crimine relativamente poco qualificato con basse barriere all’ingresso che può essere inserito in uno stile di vita normale. Persone di ogni nazione, razza, etnia, genere e classe sociale taccheggiano. Inizialmente, l’analisi dei dati sui taccheggiatori arrestati e le interviste con gli investigatori dei negozi suggerivano che le donne avevano quasi il doppio delle probabilità rispetto agli uomini di taccheggiare. Tuttavia, dal 1980, i dati suggeriscono che i maschi hanno la stessa o maggiore probabilità di taccheggiare rispetto alle femmine. Il taccheggiatore medio lo fa per la prima volta all'età di dieci anni: il taccheggio tende a raggiungere il picco nell'adolescenza poi diminuisce costantemente con l'avanzare dell'età. Persone di tutte le razze taccheggiano allo stesso modo, e i poveri taccheggiano solo poco più dei ricchi. Gli uomini tendono a rubare usando le borse e le donne usando i passeggini. Quando viene catturato, un taccheggiatore possiede in media merce non pagata per un valore di 200 dollari.

## Metodi

### Nascondimento dei prodotti
I taccheggiatori possono nascondere oggetti nelle tasche, sotto i vestiti, nelle borse o in un oggetto personale che stanno trasportando (ad esempio una scatola) o spingendo (ad esempio un passeggino) o, se si trovano in un centro commerciale o ipermercato, mettere la refurtiva in un borsa presa da un altro negozio in quello stesso centro commerciale. Per quanto riguarda l'abbigliamento, i taccheggiatori possono indossare gli indumenti del negozio sotto i propri vestiti e lasciare il negozio.

### Walkout/pushout
Alcuni acquirenti riempiono il carrello con merce non nascosta ed escono dal negozio senza pagare. Gli addetti alla sicurezza chiamano questo metodo "walkout" o "pushout". Con i vestiti, alcuni taccheggiatori possono semplicemente indossare un cappotto o una giacca dal negozio e uscire indossando l'oggetto. Questa tattica viene utilizzata perché i dipendenti impegnati potrebbero semplicemente non notare una persona che spinge fuori un carrello senza pagare o esce indossando un cappotto di proprietà del negozio. Alcuni taccheggiatori "pushout" escono di proposito rapidamente per evitare di essere scoperti, poiché ciò dà ai dipendenti meno tempo per reagire.
Molti negozi impongono ai dipendenti diversi da quelli direttamente coinvolti nella prevenzione o nella sicurezza dei furti di confrontarsi con qualcuno solo verbalmente per evitare qualsiasi possibilità di essere ritenuti responsabili di lesioni o detenzione ingiustificata. Sebbene ciò possa consentire il mancato recupero dei beni rubati, la perdita di entrate può essere giudicata accettabile alla luce del costo di una potenziale causa legale o del ferimento di un dipendente da parte di un taccheggiatore in fuga.

## Motivazioni
I ricercatori dividono i taccheggiatori in due categorie: sostenitori (booster), professionisti che rivendono ciò che rubano, e spie (snitches), dilettanti che rubano oggetti per uso personale. Le motivazioni del taccheggio sono controverse tra i ricercatori, sebbene generalmente concordino sul fatto che i taccheggiatori siano guidati da motivazioni economiche o psicosociali. Le motivazioni psicosociali possono includere la pressione dei pari, il desiderio di brivido o eccitazione, l'impulso, il furto perché la capacità di giudizio è offuscata dall'intossicazione o il farlo a causa di una compulsione. La depressione è il disturbo psichiatrico più comunemente associato al taccheggio. Esso è anche associato a stress familiare o coniugale, isolamento sociale, infanzia difficile, alcolismo o uso di droghe, bassa autostima e disturbi alimentari, con taccheggiatori bulimici che spesso rubano cibo. Alcuni ricercatori hanno teorizzato che il taccheggio sia un tentativo inconscio di compensare una perdita passata.
I ricercatori hanno scoperto che la decisione di taccheggiare è associata ad atteggiamenti favorevoli al taccheggio, a fattori sociali, alle opportunità di taccheggio e alla percezione che è improbabile che il taccheggiatore venga catturato. I ricercatori affermano che i taccheggiatori giustificano il loro taccheggio attraverso una varietà di narrazioni personali, come credere che stiano riparando per essere stati vittimizzati, che gli vengano ingiustamente negate le cose che meritano o che i rivenditori da cui rubano siano inaffidabili o immorali. I sociologi chiamano queste narrazioni neutralizzazioni, intendendo i meccanismi che le persone usano per mettere a tacere valori dentro di sé che altrimenti impedirebbero loro di compiere un atto particolare.
Gli psicologi dello sviluppo ritengono che i bambini di età inferiore ai nove anni taccheggino per testare i limiti, e che i preadolescenti e gli adolescenti taccheggino principalmente per eccitazione o brivido, stiano "recitando" (o siano depressi) o subiscano pressioni dai loro coetanei.

## Differenze geografiche
Le ricerche dicono che in tutto il mondo, in paesi come Stati Uniti, Canada, Australia, Brasile, Messico, Sudafrica, Giappone e India, le persone tendono a rubare gli stessi tipi di articoli e spesso anche le stesse marche.
Ma ci sono anche differenze nel taccheggio tra i diversi paesi che riflettono le abitudini e le preferenze generali di consumo di quei paesi. A Milano, lo zafferano, un componente costoso del risotto alla milanese, viene spesso rubato, e in tutta Italia, il parmigiano reggiano viene spesso rubato dai supermercati. In Spagna, il jamón ibérico è un bersaglio frequente. In Francia il liquore Pernod Ricard all'anice viene spesso rubato e in Giappone gli esperti ritengono che i fumetti manga, i giochi elettronici e il whisky vengono rubati più frequentemente. Anche le librerie e i venditori di riviste in Giappone si sono lamentati di quello che chiamano "taccheggio digitale", che si riferisce alla fotografia di materiale in negozio per leggerlo successivamente. Il formaggio confezionato è stato l'oggetto del taccheggio più frequente in Norvegia, con i ladri che lo vendevano poi a pizzerie e fast food.

## Prevenzione
Il taccheggio può essere prevenuto e scoperto. Il monitoraggio della televisione a circuito chiuso (CCTV) è un'importante tecnologia antitaccheggio. La sorveglianza elettronica degli articoli (EAS) è un altro metodo di protezione dell'inventario. L'identificazione a radiofrequenza (RFID) è una tecnologia antifurto e antitaccheggio utilizzata da rivenditori come Walmart, che già utilizzano ampiamente la tecnologia RFID per scopi di inventario. Prevenzione delle perdite il personale può essere composto sia da agenti in uniforme che da investigatori di negozi in borghese. I grandi magazzini utilizzeranno entrambi, mentre i negozi più piccoli utilizzeranno l'uno o l'altro a seconda della loro strategia di riduzione delle differenze inventariali. Gli investigatori del negozio pattugliano il negozio comportandosi come se fossero veri acquirenti. Le misure fisiche includono l'implementazione di un sistema di ingresso e uscita unidirezionale, protetto con dispositivi come cancelli a "denti di squalo" per garantire che i carrelli possano passare solo in un senso.
La presenza di agenti in uniforme funge da deterrente contro l'attività di taccheggio e sono utilizzati principalmente da esercizi commerciali di fascia alta. In alcuni negozi agli acquirenti viene chiesto, quando escono dai locali, di verificare i propri acquisti confrontandoli con lo scontrino. Il cliente è tenuto ad acquistare la merce immediatamente, oppure viene lasciata nell'area cassa affinché il cliente possa acquistarla una volta terminato lo shopping. Molti negozi chiudono anche CD, DVD e videogiochi in custodie con serratura, che possono essere aperte solo dall'operatore della cassa una volta che l'articolo è passato alla cassa. Alcuni negozi utilizzano custodie fittizie, note anche come "scatole morte", in cui la scatola o la custodia sullo scaffale è completamente vuota e al cliente non verrà dato l'articolo per cui ha pagato finché la transazione non sarà stata completata, solitamente da altri addetti del negozio.
È noto che alcuni negozi portano avanti questa idea riempiendo le finte custodie o scatole con un peso, simile a quello dell'articolo reale, utilizzando un peso realizzato apposta per adattarsi all'interno della scatola. Ciò fa sì che il taccheggiatore pensi che la scatola sia piena, tentando di rubarla e finendo col fallire. Questo era particolarmente popolare nei negozi di noleggio di film come Blockbuster.
Al personale del negozio possono essere assegnati i seguenti criteri che devono essere soddisfatti prima di arrestare un sospettato di taccheggio:
- Bisogna vedere il taccheggiatore avvicinarsi alla merce; selezionare la merce; e nascondere, convertire o portare via la merce.
- È necessario mantenere un'osservazione continua del taccheggiatore.
- È necessario osservare il taccheggiatore lasciare il negozio e non pagare la merce.
- Si deve arrestare il taccheggiatore fuori dal negozio.

Molti negozi affiggeranno cartelli che avvertono sulle conseguenze dei taccheggi o cartelli che avvertono sull'uso di telecamere di sorveglianza nel negozio. Questo ha lo scopo di dissuadere le persone dal tentare di taccheggiare.

### Televisione a circuito chiuso

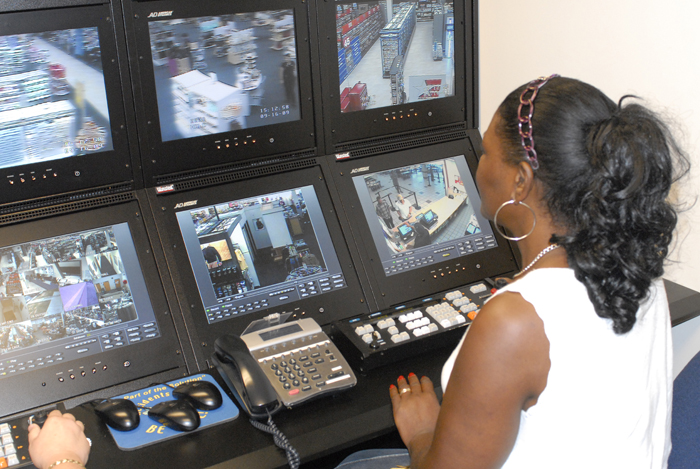
Una guardia di sicurezza controlla le telecamere a circuito chiuso di un negozio.

Il monitoraggio della televisione a circuito chiuso (CCTV) è un'importante tecnologia antitaccheggio. I rivenditori che si concentrano sulla prevenzione delle perdite spesso dedicano la maggior parte delle proprie risorse a questa tecnologia. L'uso delle telecamere a circuito chiuso per catturare i taccheggiatori sul fatto richiede il monitoraggio umano a tempo pieno delle telecamere. Sofisticati sistemi CCTV differenziano le scene per rilevare e separare comportamenti sospetti da numerosi schermi e per consentire l'allarme automatico. Tuttavia, l'attenzione del personale di sorveglianza può essere tradita da un falso affidamento sull'automazione. La CCTV è più efficace se utilizzata insieme alla sorveglianza elettronica degli articoli (EAS). Il sistema EAS avviserà di un potenziale taccheggiatore e il video potrà fornire prove per l'azione penale se al taccheggiatore è consentito oltrepassare le casse o lasciare i negozi con merce non acquistata.
Molti negozi utilizzano monitor per la visualizzazione pubblica per mostrare alle persone presenti che vengono registrate. Questo è usato come deterrente contro il taccheggio. Alcuni negozi utilizzano fotocamere fittizie poco costose. Anche se queste finte telecamere non possono registrare immagini, la loro presenza può scoraggiare i taccheggi.

### Sorveglianza elettronica degli articoli

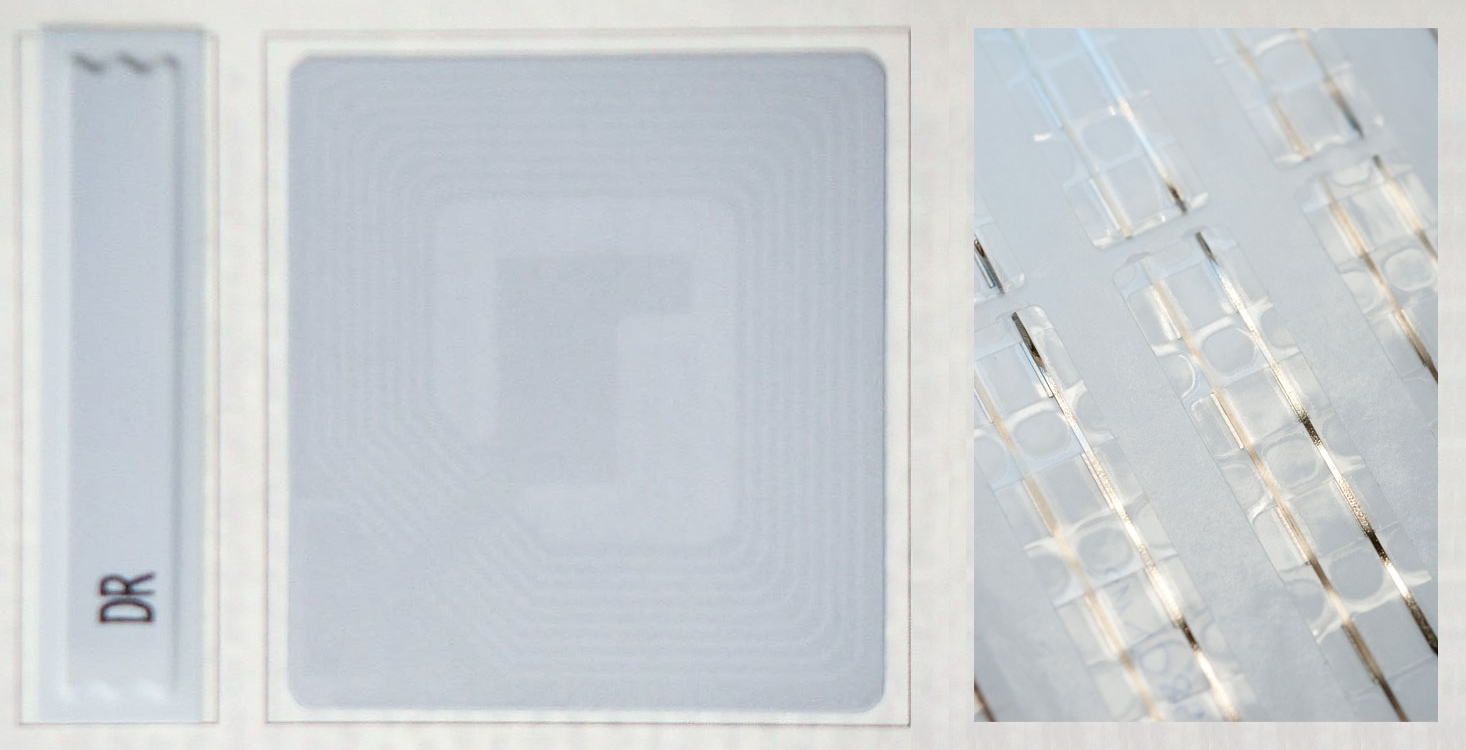
Etichette elettroniche di sorveglianza degli articoli: acusto-magnetiche (in alto) e RF (Radio frequency, in basso).

La sorveglianza elettronica degli articoli (EAS - Electronic Article Surveillance) è un'etichetta magnetica o a radiofrequenza che attiva un allarme se un taccheggiatore lascia un negozio con articoli non pagati. I metodi EAS sono secondi solo alla CCTV in termini di popolarità tra i rivenditori che cercano la protezione dell'inventario. EAS si riferisce alle etichette elettroniche di sicurezza attaccate alla merce e che fanno suonare un allarme all'uscita dal negozio. Alcuni negozi dispongono anche di sistemi di rilevamento all'ingresso dei bagni che attivano un allarme se qualcuno tenta di portare con sé merce non pagata in bagno. Regolarmente, anche quando suona un allarme, un taccheggiatore esce indisturbato e non viene scoperto se non sono presenti le guardie a causa dell'elevato numero di falsi allarmi, soprattutto nei centri commerciali, a causa dell'"inquinamento dei tag" per cui i tag non disattivati di altri negozi fanno scattare l'allarme. Questo problema può essere superato con sistemi più recenti e personale adeguatamente formato. Alcuni nuovi sistemi non allarmano per "inquinamento da tag" oppure producono un allarme specifico quando un cliente entra nel negozio con un tag non disattivato in modo che il personale del negozio possa rimuoverlo o disattivarlo affinché non produca un falso allarme all'uscita dal negozio. Tuttavia, è possibile utilizzare l'involucro del ragno ("spider wrap", ossia un allarme collegato ai prodotti con un filo, il quale se viene tagliato, suona) al posto dei tag.
Alcune etichette sono attaccate alla merce con la colla (invece di essere sovrapposte alla merce stessa) e a volte il taccheggiatore può facilmente grattare via le etichette e metterle in tasca. Le coperture EAS per piedistallo, realizzate in vinile resistente, offrono un mezzo conveniente per aggiungere uno strumento di marketing ad ogni ingresso di un negozio; sono inoltre realizzati su misura per adattarsi a qualsiasi piedistallo e possono essere stampati per evidenziare marchi specifici o promozioni stagionali. Non interferiscono con le prestazioni dei sistemi EAS e possono essere facilmente puliti o sostituiti. Alcuni taccheggiatori possono utilizzare dispositivi jammer per impedire l'attivazione dei tag EAS o magneti per rimuovere i tag. I negozi possono utilizzare la tecnologia per rilevare jammer e magneti.
L'identificazione a radiofrequenza (RFID) è una tecnologia antifurto e antitaccheggio utilizzata da rivenditori come Walmart, che già utilizzano ampiamente la tecnologia RFID per scopi di inventario. Se un prodotto con un tag RFID attivo supera gli scanner di uscita in un punto vendita Walmart, non solo fa scattare un allarme, ma dice anche al personale di sicurezza esattamente quale prodotto cercare nel carrello dell'acquirente.
In alcuni negozi vengono utilizzati sistemi aggiuntivi di metal detector con sorveglianza elettronica degli articoli in grado di rilevare le superfici metalliche. Sono impiegati per scoraggiare l'uso di buste di rinforzo utilizzate per proteggere le etichette EAS.

### Impiego di personale dedicato

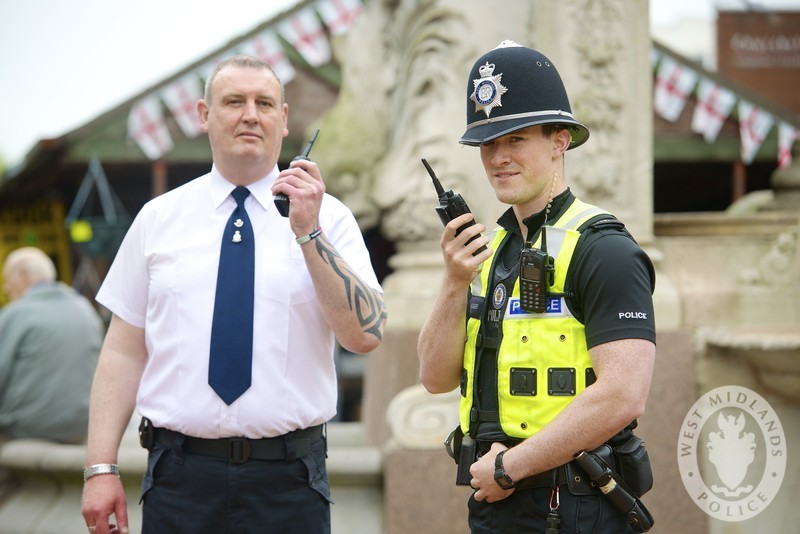
Il proprietario di un negozio britannico utilizza una radio ricetrasmittente per rimanere in contatto con la polizia, un approccio che le forze dell'ordine sperano possa ridurre i taccheggi.

La presenza di una guardia privata in uniforme funge da deterrente contro l'attività di taccheggio. Le protezioni sono utilizzate principalmente da esercizi commerciali di fascia alta come gioiellerie e negozi di macchine fotografiche ed elettronica, ma sono utilizzate anche da altri rivenditori. Gli addetti al piano salutano i clienti, li seguono mentre camminano per il negozio e offrono aiuto con gli acquisti. I taccheggiatori non si sentono a proprio agio con questa attenzione e possono andare altrove dove possono rubare inosservati. In uno studio globale del 2008 condotto dalla NRMA, è emerso che i taccheggiatori hanno il 68% in meno di probabilità di commettere il reato se vengono accolti immediatamente mentre entrano nel negozio al dettaglio.
Molti grandi negozi al dettaglio o di alimentari hanno inoltre un investigatore del negozio che controlla i taccheggiatori. Essi possono pattugliare il negozio indossando abiti borghesi e comportarsi come se fossero veri acquirenti. Possono curiosare, esaminare, trasportare o addirittura provare la merce, cercando segni di taccheggio e cercando possibili taccheggiatori. Molte grandi aziende di vendita al dettaglio. Questo tipo di personale devono seguire una serie di regole rigorose a causa dei rischi di responsabilità molto elevati. La maggior parte di questi negozi utilizza codici verbali segreti per avvisare la direzione, il personale addetto alla prevenzione delle perdite e gli associati della presenza di un taccheggiatore. Gli investigatori del negozio devono seguire un sospetto nel negozio a piedi o guardando i monitor video e osservare ogni mossa della persona in modo da non dover affrontare una causa per aver catturato o arrestato la persona sbagliata.
Alcuni negozi hanno infine un dipendente che lavora nei camerini. Il dipendente conterà quanti vestiti una persona porta nei camerini e si assicurerà che escano con lo stesso numero di vestiti. Questo per evitare che le persone utilizzino i camerini per taccheggiare.

### Ispezioni all'uscita
In alcuni negozi agli acquirenti viene chiesto, quando escono dai locali, di verificare i loro acquisti confrontandoli con lo scontrino. Costco e Best Buy sono aziende che utilizzano questa tattica. Tuttavia, ciò è volontario, poiché il negozio non può trattenere legalmente l'acquirente a meno che non abbia fondati motivi per sospettare che l'acquirente sia colpevole di taccheggio.
Negli Stati Uniti, gli acquirenti non hanno alcun obbligo effettivo di aderire a tale perquisizione a meno che il dipendente non abbia ragionevoli motivi per sospettare un taccheggio e arresti il cliente o prenda o esamini la ricevuta del cliente senza violare alcuna legge oppure se il cliente ha firmato un contratto di adesione che prevede che i clienti si sottopongano a controlli prima di ritirare la merce acquistata dal negozio. Nei casi di Sam's Club e Costco, i contratti dicono semplicemente che è loro politica controllare le ricevute all'uscita o che "si riservano il diritto". Tale formulazione non specifica i risultati dell'inosservanza da parte del cliente e, poiché in primo luogo non aveva il diritto di ricontrollare le ricevute, potrebbe non essere affatto giuridicamente vincolante. L'acquirente che detiene la ricevuta possiede la merce. I dipendenti che molestano, aggrediscono, toccano o trattengono i clienti o prendono la merce acquistata potrebbero commettere illeciti o crimini contro i clienti.
Gli specchi del fondo del carrello sono comunemente utilizzati nei negozi di alimentari dove le corsie delle casse sono vicine e il cassiere potrebbe non essere in grado di vedere l'intero carrello per garantire il pagamento di tutti gli articoli.

### Vetrine

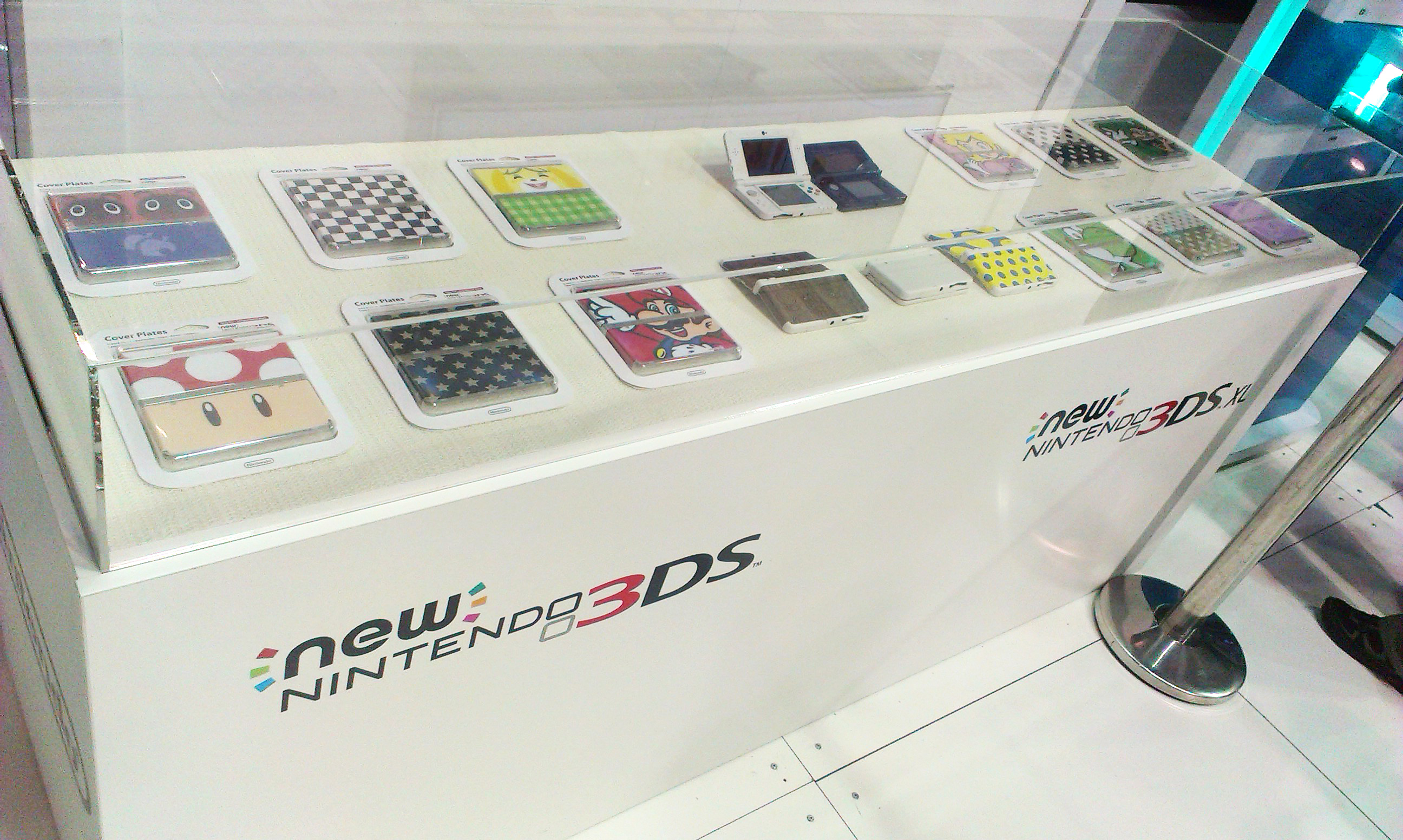
Nuove custodie decorative e console per Nintendo 3DS in una vetrina chiusa a chiave.

Alcune merci costose si troveranno in una custodia chiusa a chiave che richiederà a un dipendente di ottenere gli articoli su richiesta del cliente. Al cliente è richiesto di acquistare la merce immediatamente oppure viene lasciata alla cassa (sotto la supervisione di un cassiere) affinché il cliente possa acquistarla una volta terminato lo shopping. Ciò impedisce al cliente di avere la possibilità di nascondere l'articolo. Un altro modo per bloccare la merce, particolarmente diffuso nei negozi di liquori, è quello di inserirla in un tappo di plastica dura sicuro, amministrato dal negozio, sul normale tappo di una bottiglia. Una volta acquistato l'addetto provvederà a rimuovere il tappo con la chiave del negozio. Altrimenti non è facilmente rimovibile. Molti negozi chiudono anche CD, DVD e videogiochi in custodie con serratura, che possono essere aperte solo dall'operatore della cassa una volta che l'articolo è passato alla cassa.

## Dati statistici
Secondo un rapporto di Tyco Retail Solutions, nel 2017 il settore globale della vendita al dettaglio ha perso circa 34 miliardi di dollari di vendite a causa dei taccheggi, ovvero circa il 2% delle entrate totali. Il taccheggio è la principale causa di smarrimento della merce.
I rivenditori riferiscono che il taccheggio ha un effetto significativo sui loro profitti, affermando che circa lo 0,6% di tutto l'inventario scompare ai taccheggiatori. Secondo il National Retail Security Survey del 2012, il taccheggio costa ai rivenditori americani circa 14 miliardi di dollari all’anno. Nel 2001, è stato affermato che i taccheggi costavano ai rivenditori statunitensi 25 milioni di dollari al giorno. Naturalmente, se il taccheggiatore viene fermato durante il taccheggio o subito dopo, la merce viene generalmente recuperata dai rivenditori e spesso non vi è alcuna perdita per il proprietario del negozio quando la merce viene consegnata al negozio dai sospettati. Inoltre, in molti stati i rivenditori hanno il diritto al risarcimento dei danni civili per coprire i costi di fornitura della sicurezza.
Secondo un articolo del 23 dicembre 2008 sul Pittsburgh Post-Gazette, Dimperio's Market, l'unico negozio di alimentari a servizio completo nel quartiere Hazelwood di Pittsburgh, Pennsylvania, ha chiuso a causa dei taccheggiatori. Walgreens ha riferito di aver chiuso 10 negozi nell'area di San Francisco tra il 2019 e il 2020, principalmente a causa di un aumento dei furti.
A metà ottobre 2021, Walgreens ha annunciato la chiusura di cinque negozi a San Francisco a causa di un aumento dei furti al dettaglio a San Francisco. In quell'anno si stima che a livello nazionale siano andati persi 94,5 miliardi di dollari a causa di taccheggi.
Secondo un sondaggio condotto dalla National Retail Federation, il 53% dei consumatori ritiene che i reati legati al commercio al dettaglio come il taccheggio siano aumentati dopo la pandemia di COVID-19.

## Nel mondo

### Stati Uniti
Nella maggior parte dei casi negli Stati Uniti, i dipendenti e i gestori dei negozi hanno determinati poteri di arresto. I funzionari del negozio possono trattenere per indagini (per un periodo di tempo ragionevole) la persona che hanno probabili motivi di ritenere stia tentando di prendere o abbia preso illegalmente merce. I dipendenti dei negozi possono anche avere poteri di arresto dei cittadini, ma in assenza di uno statuto che conceda un'autorità più ampia, il potere di arresto di un cittadino è normalmente disponibile solo per reati criminali, mentre il taccheggio è solitamente un reato minore.
Negli Stati Uniti, ai dipendenti del negozio che detengono sospetti all'esterno e all'interno dei locali del negozio vengono generalmente concessi poteri limitati di arresto dalla legge statale e hanno il potere di avviare arresti penali o sanzioni civili, o entrambi, a seconda della politica del rivenditore. e gli statuti statali che disciplinano le richieste civili e il recupero civile per taccheggio in linea con le leggi penali della giurisdizione.

### Inghilterra e Galles
In Inghilterra e Galles, un reato di taccheggio può essere addebitato ai sensi della Sezione 1 del Theft Act 1986; in alternativa, se i beni rubati valgono meno di £ 200, una persona può essere accusata ai sensi della Sezione 176 dell'Anti-Social Behavior, Crime and Policing Act. In caso di condanna, la pena massima è una multa o fino a sei mesi di reclusione se i beni rubati valgono meno di £ 200; se valgono più di 200 sterline, la pena massima è di sette anni di reclusione.

### Medio Oriente
Nel sistema legale islamico della Sharia, hudud ("limiti" o "restrizioni") prevede che sariqa ("furto") sia punito con l'amputazione della mano del ladro. Questa punizione è classificata come hadd, ovvero una punizione che frena o previene ulteriori crimini. Sariqa viene interpretata in modo diverso nei diversi paesi e da diversi studiosi, e alcuni sostengono che non includa il taccheggio. In Arabia Saudita, però, le mani dei taccheggiatori possono essere amputate.